# Alberttjärnen
Alberttjärnen är en sjö i Piteå kommun i Norrbotten och ingår i Byskeälvens huvudavrinningsområde. Sjöns area är 0,023 kvadratkilometer och den är belägen 337 meter över havet.